# Auf der Eckt
Das Naturschutzgebiet Auf der Eckt befindet sich auf dem Gebiet der Gemeinde Schliengen im Landkreis Lörrach.

## Kenndaten
Das Naturschutzgebiet wurde mit Verordnung des Regierungspräsidiums Freiburg vom 10. September 1981 ausgewiesen und hat eine Größe von 3,0842 Hektar. Es wird unter der Schutzgebietsnummer 3.113 geführt. Der CDDA-Code für das Naturschutzgebiet lautet 81335  und entspricht der WDPA-ID.

## Lage und Beschreibung
Das Naturschutzgebiet Auf der Eckt befindet sich auf dem Gebiet der Gemeinde Schliengen auf der Gemarkung Liel mit einer Gesamtgröße von rund 3 ha.
Das Naturschutzgebiet besteht aus zwei Teilstücke und ist ein Trockenrasengebiet. Es ist Lebensraum zahlreicher stark gefährdeter Pflanzen und Tiere im Markgräfler Hügelland.

## Schutzzweck
Schutzzweck ist die Erhaltung von stark im Rückgang befindlichen Pflanzengesellschaften mit zahlreichen seltenen und vom Aussterben bedrohten Arten.

## Arteninventar
Im Naturschutzgebiet Auf der Eckt wurden folgende Arten erfasst:
- Höhere Pflanzen/Farne

Aceras anthropophorum (Ohnsporn, Ohnhorn), Aster amellus (Kalk-Aster), Blackstonia perfoliata (Durchwachsenblättriger Bitterling), Carex tomentosa (Filz-Segge), Cephalanthera damasonium (Weißes Waldvöglein), Dactylorhiza maculata agg. (Artengruppe Geflecktes Knabenkraut), Daphne mezereum (Kellerhals), Epipactis atrorubens (Rotbraune Stendelwurz), Epipactis palustris (Sumpf-Stendelwurz), Eryngium campestre (Feld-Mannstreu), Gentianella ciliata (Fransen-Enzian), Gentianella germanica (Deutscher Enzian), Globularia punctata (Echte Kugelblume), Gymnadenia conopsea (Mücken-Händelwurz), Lathyrus aphaca (Ranken-Platterbse), Linum tenuifolium (Zarter Lein), Listera ovata (Großes Zweiblatt), Melittis melissophyllum (Immenblatt), Monotropa hypopitys (Echter Fichtenspargel), Neottia nidus-avis (Nestwurz), Odontites luteus (Gelber Zahntrost), Ophrys holoserica (Hummel-Ragwurz), Ophrys insectifera (Fliegen-Ragwurz), Ophrys sphegodes agg. (Artengruppe Spinnenragwurz), Orchis mascula (Stattliches Knabenkraut), Orchis militaris (Helm-Knabenkraut), Orchis purpurea (Purpur-Knabenkraut), Peucedanum cervaria (Hirsch-Haarstrang), Platanthera bifolia (Weiße Waldhyazinthe), Platanthera chlorantha (Berg-Waldhyazinthe), Polygonatum odoratum (Salomonssiegel), Potentilla heptaphylla (Rötliches Fingerkraut), Pulsatilla vulgaris (Gewöhnliche Kuhschelle), Quercus x calvescens (Flaumblättrige Bastard-Eiche), Sorbus torminalis (Elsbeere), Tamus communis (Schmerwurz), Tofieldia calyculata (Gewöhnliche Simsenlilie)